# 袴田佳名瑚
 袴田 佳名瑚（はかまた　かなこ、2001年12月16日 - ）は、静岡県出身の、日本の柔道選手である。階級は57kg級。身長161cm。血液型B型。組み手は左組み。得意技は大外刈。

## 経歴
柔道は6歳の時に育誠館道場で始めた。小学校6年の時に和道場へと移り、全国小学生学年別柔道大会は小学校5年の時に40kg級の2回戦、6年の時には45kg級の3回戦でそれぞれ敗れた。浜北北部中学2年の時に全国中学校柔道大会52kg級の3回戦で敗れるが、3年の時には決勝まで進むも堀江中学3年の藤城心に有効で敗れて2位だった。藤枝順心高校に進むと、1年の時には全日本カデ57kg級の初戦で敗れた。全国高校選手権では準決勝で夙川学院高校2年の金知秀に技ありで敗れて3位だった。2年の時には全日本カデの準決勝で立命館宇治高校2年の岡田恵里佳に反則負けして3位だった。インターハイ団体戦では準決勝の敬愛高校戦で70kg級の多田純菜と引き分けるも、代表戦でチームメイトの米川明穂が敗れたため3位だった。全国高校選手権では3回戦で敗れた。3年の時にはインターハイ決勝で渋谷教育学園渋谷高校3年の中水流りりに開始早々の内股で敗れて2位だった。団体戦では準決勝の富士学苑高校戦で個人戦78kg超級で2位になった平野友萌と引き分けるも、チームメイトの山本杏が敗れたため3位にとどまった。全日本ジュニアでは決勝で国士舘高校2年の五十嵐日菜を技ありで破って優勝した。世界ジュニアでは準々決勝で韓国の金知秀を技ありで破るなどして決勝まで進んでジョージアのエテリ・リパルテリアニと対戦するも、開始早々の隅返で左膝を負傷した直後に浮落で敗れて2位に終わった。なお、団体戦はケガのため出場しなかった。2020年4月からは桐蔭横浜大学へ進学した。講道館杯では5位だった。

## 戦績
- 2016年 -　全国中学校柔道大会　個人戦　2位(52kg級)　団体戦　優勝
- 2018年 -　全国高校選手権　3位
- 2018年 -　全日本カデ　3位
- 2018年 -　インターハイ　団体戦　3位
- 2019年 -　全国高校選手権　団体戦　5位
- 2019年 -　金鷲旗　5位
- 2019年 -　インターハイ　個人戦　2位　団体戦　3位
- 2019年 -　全日本ジュニア　優勝
- 2019年 -　世界ジュニア　2位
- 2020年 -　ベルギー国際　ジュニアの部　優勝　シニアの部　3位
- 2020年 -　講道館杯 5位

(出典、JudoInside.com)